# Curbe eliptice

Catalog de curbe eliptice. Regiunea afișată este [−3,3]^{2} (pentru (a, b) = (0, 0) funcția nu este derivabilă și, prin urmare, nu este o curbă eliptică.)

În matematică, o curbă eliptică este o curbă algebrică diferențiabilă⁠(d), proiectivă⁠(d), de gen unu, pe care se află un punct O specificat. O curbă eliptică este definită peste un corp K și descrie punctele din K2, produsul cartezian al lui K cu el însuși. Dacă corpul are caracteristica diferită de 2 și 3, atunci curba poate fi descrisă ca o curbă algebrică plană⁠(d) care, după o schimbare liniară de variabile, constă din soluțiile (x, y) ale ecuației:
{\displaystyle y^{2}=x^{3}+ax+b}
cu coeficienți a și b din K. Curba trebuie să fie nesingulară, adică să nu aibă puncte de întoarcere sau auto-intersecții. (echivalent cu condiția {\displaystyle 4a^{3}+27b^{2}\neq 0}) Se înțelege întotdeauna că curba se află în planul proiectiv⁠(d), punctul O fiind unicul punct de la infinit. Multe lucrări surse definesc curba eliptică drept pur și simplu o curbă dată de o ecuație de această formă. (Când corpul coeficienților⁠(d) are caracteristica 2 sau 3, ecuația de mai sus nu este suficient de generală pentru a include toate curbele cubice⁠(d) nesingulare)
O curbă eliptică este o varietate abeliană⁠(d) — adică are o operație de grup definită algebric, în raport cu care este un grup abelian — și O servește drept element neutru.
Dacă y2 = P(x), unde P este orice polinom de grad trei în x cu rădăcini distincte, mulțimea soluțiilor este o curbă plană nesingulară de genul unu, o curbă eliptică. Dacă P are gradul patru și este fără pătrate, această ecuație descrie din nou o curbă plană de genul unu. Totuși, nu are o alegere naturală a elementului neutru. Mai general, orice curbă algebrică de gen unu, de exemplu intersecția a două suprafețe cuadrice⁠(d) încorporate în spațiul proiectiv tridimensional, se numește curbă eliptică, cu condiția să fie echipată cu un punct marcat care să funcționeze drept element neutru.
Folosind teoria funcțiilor eliptice, se poate arăta că curbele eliptice definite peste numerele complexe corespund încastrărilor torului în planul proiectiv complex. Torul este și el un grup abelian, iar această corespondență este și izomorfism de grup⁠(d).
Curbele eliptice sunt deosebit de importante în teoria numerelor și constituie actualmente un domeniu major de cercetare; de exemplu, au fost folosite în demonstrarea de către Andrew Wiles a ultimei teoreme a lui Fermat⁠(d). Ele își găsesc aplicații și în criptografia cu curbe eliptice⁠(d) (ECC) și la factorizarea numerelor întregi.
O curbă eliptică nu este o elipsă: vezi integrala eliptică pentru originea termenului. Topologic, o curbă eliptică complexă este un tor, în timp ce o elipsă complexă este o sferă.

## Curbele eliptice peste numerele reale

Graficele curbelor y^{2} = x^{3}−x și y^{2} = x^{3}−x+1

Deși definiția formală a unei curbe eliptice necesită un anumit fundament în geometria algebrică, unele caracteristici ale curbelor eliptice se pot descrie peste numerele reale folosind doar algebră și geometrie la nivel introductiv.
În acest context, o curbă eliptică este o curbă plană definită de o ecuație de forma
{\displaystyle y^{2}=x^{3}+ax+b}
după o schimbare liniară de variabile (a și b sunt numere reale). Acest tip de ecuație se numește ecuație Weierstrass⁠(d).
Definiția curbelor eliptice necesită și ca această curba să fie nesingulară. Geometric, aceasta înseamnă că graficul nu are puncte de întoarcere, intersecții cu ea însăși sau puncte izolate. Algebric, acest lucru este valabil dacă și numai dacă discriminantul⁠(d)
{\displaystyle \Delta =-16(4a^{3}+27b^{2})}
este diferit de zero. (Deși factorul −16 este irelevant pentru a determina dacă curba este sau nu nesingulară, această definiție a discriminantului este utilă într-un studiu mai avansat al curbelor eliptice.)
Graficul (real) al unei curbe nesingulare are două componente dacă discriminantul său este pozitiv și o singură componentă dacă este negativ. De exemplu, în graficele prezentate în figura din dreapta, discriminantul în primul caz este 64, iar în al doilea caz este −368.

## Legea de grup
Când lucrăm în planul proiectiv⁠(d), putem defini o structură de grup pe orice curbă cubică nesingulară. În forma normală Weierstrass, o astfel de curbă va avea un punct suplimentar la infinit, O, la coordonatele omogene [0:1:0], care servește drept element neutru al grupului.
Deoarece curba este simetrică față de axa x, dat fiind orice punct P, se poate lua −P drept punct opus. −O va fi chiar O.
Dacă P și Q sunt două puncte pe curbă, atunci putem descrie în mod unic un al treilea punct, P + Q, în felul următor: mai întâi, se trasează linia care intersectează P și Q. Ea va intersecta cubica într-un al treilea punct, R. Se ia apoi P + Q drept −R, punctul opus lui R.
Această definiție pentru adunare funcționează cu excepția câtorva cazuri speciale legate de punctul la infinit și de multiplicitatea intersecției. Primul este când unul dintre puncte este O. Aici, definim P + O = P = O + P, făcând din O elementul neutru al grupului. Apoi, dacă P și Q sunt opuse unul față de celălalt, definim P + Q = O. În cele din urmă, dacă P = Q, atunci avem doar un punct, deci nu putem defini dreapta dintre ele. În acest caz, se folosește tangenta la curbă în acest punct drept dreapta noastră. În majoritatea cazurilor, tangenta va intersecta un al doilea punct R și i se va putea lua opusul. gen, dacă P se întâmplă să fie un punct de inflexiune (un punct în care se modifică concavitatea curbei), luăm R drept P însuși și P + P este pur și simplu punctul opus.
Pentru o curbă cubică care nu este în forma normală Weierstrass, se poate totuși defini o structură de grup prin desemnarea unuia dintre cele nouă puncte de inflexiune drept elementul neutru O. În planul proiectiv, fiecare linie va intersecta un cub în trei puncte atunci când se ține cont de multiplicitate. Pentru un punct P, −P este definit ca al treilea punct unic pe dreapta care trece prin O și P. Apoi, pentru orice P și Q, P + Q este definit ca −R unde R este al treilea punct unic pe linia care conține P și Q.
Fie K un corp peste care este definită curba (adică, coeficienții ecuației sau ecuațiilor de definiție a curbei sunt în K) și notăm curba cu E. Atunci punctele K-raționale⁠(d) ale lui E sunt punctele de pe E ale căror coordonate se află în K, inclusiv punctul de la infinit. Mulțimea punctelor raționale K se notează cu E(K). Și ea formează un grup, deoarece proprietățile ecuațiilor polinomiale arată că dacă P este în E(K), atunci −P este și el în E(K) și dacă două dintre P, Q și R sunt în E(K), atunci și al treilea este. În plus, dacă K este un subcorp al lui L, atunci E(K) este un subgrup al lui E(L).
Grupul de mai sus poate fi descris atât algebric cât și geometric. Dată fiind curba y2 = x3 + ax + b peste corpul K (a cărui caracteristică presupunem că nu este nici 2, nici 3) și punctele P = (xP, yP) și Q = (xQ, yQ) pe curbă, presupunem mai întâi că xP ≠ xQ (primul panou de mai jos). Fie y = sx + d dreapta care intersectează P și Q, care are următoarea pantă:
{\displaystyle s={\frac {y_{P}-y_{Q}}{x_{P}-x_{Q}}}}
Deoarece K este un corp, s este bine definită. Ecuația dreptei și ecuația curbei au un y identic în punctele xP, xQ și xR.
{\displaystyle (sx+d)^{2}=x^{3}+ax+b}
ceea ce e echivalent cu {\displaystyle 0=x^{3}-s^{2}x^{2}-2sdx+ax+b-d^{2}}. Știm că această ecuație își are rădăcinile în exact aceleași valori x ca și
{\displaystyle (x-x_{P})(x-x_{Q})(x-x_{R})=x^{3}+x^{2}(-x_{P}-x_{Q}-x_{R})+x(x_{P}x_{Q}+x_{P}x_{R}+x_{Q}x_{R})-x_{P}x_{Q}x_{R}}
Echivalăm coeficienții⁠(d) pentru x2 și rezolvăm pentru xR. yR rezultă din ecuația dreptei. Aceasta definește R = (xR, yR) = − (P + Q) cu
{\displaystyle {\begin{aligned}x_{R}&=s^{2}-x_{P}-x_{Q}\\y_{R}&=y_{P}+s(x_{R}-x_{P})\end{aligned}}}
Dacă xP = xQ, atunci există două opțiuni: dacă yP = −yQ (al treilea și al patrulea panou de mai jos), inclusiv cazul în care yP = yQ = 0 (al patrulea panou), atunci suma este definită ca 0; astfel, inversul fiecărui punct de pe curbă se găsește reflectându-l față de axa x. Dacă yP = yQ ≠ 0, atunci Q = P și R = (xR, yR) = −(P + P) = −2P = −2Q (al doilea panou de mai jos cu P indicat pentru R) este dat de
{\displaystyle {\begin{aligned}s&={\frac {3{x_{P}}^{2}+a}{2y_{P}}}\\x_{R}&=s^{2}-2x_{P}\\y_{R}&=y_{P}+s(x_{R}-x_{P})\end{aligned}}}

## Curbele eliptice peste numerele complexe

O curbă eliptică peste numerele complexe este obținută ca un coeficient al planului complex printr-o rețea Λ, aici cuprinsă de două perioade fundamentale ω_{1} și ω_{2}. Este figurată și patru-torsiunea, corespunzătoare rețelei 1/4 Λ conținând Λ.

Formularea curbelor eliptice ca încorporarea unui tor în planul proiectiv complex rezultă în mod natural dintr-o curioasă proprietate a funcțiilor eliptice ale lui Weierstrass⁠(d). Aceste funcții și prima lor derivată sunt legate prin formula
{\displaystyle \wp '(z)^{2}=4\wp (z)^{3}-g_{2}\wp (z)-g_{3}}
Aici, g2 și g3 sunt constante; {\displaystyle \wp (z)} este funcția eliptică Weierstrass și {\displaystyle \wp '(z)} derivata sa. Devine evident că această relație este sub forma unei curbe eliptice (peste numerele complexe). Funcțiile Weierstrass sunt dublu periodice; adică sunt periodice față de o rețea⁠(d) Λ; în esență, funcțiile Weierstrass sunt definite în mod natural pe un tor T = C/Λ. Acest tor poate fi încorporat în planul proiectiv complex prin intermediul aplicației
{\displaystyle z\mapsto [1:\wp (z):\wp '(z)/2]}
Această aplicație este un izomorfism de grup⁠(d) al torului (considerat cu structura sa naturală de grup) cu legea grupului de corzi și tangente pe curba cubică care este imaginea acestei aplicații. Este, de asemenea, un izomorfism de suprafețe Riemann⁠(d) definit pe tor cu valori pe curba cubică, deci, topologic, o curbă eliptică este un tor. Dacă rețeaua Λ este legată prin multiplicare cu un număr complex nenul c de o rețea cΛ, atunci curbele corespunzătoare sunt izomorfe. Clasele de izomorfism ale curbelor eliptice sunt specificate de J-invariant⁠(d).
Clasele de izomorfism pot fi înțelese și într-un mod mai simplu. Constantele g2 și g3, numite invarianți modulari, sunt determinate în mod unic de rețea, adică de structura torului. Cu toate acestea, toate polinoamele reale se factorizează complet în factori liniari peste numerele complexe, deoarece corpul numerelor complexe este închiderea algebrică a numerelor reale. Deci, curba eliptică poate fi scrisă ca
{\displaystyle y^{2}=x(x-1)(x-\lambda )}
Se găsește că
{\displaystyle g_{2}={\frac {\sqrt[{3}]{4}}{3}}(\lambda ^{2}-\lambda +1)}
și
{\displaystyle g_{3}={\frac {1}{27}}(\lambda +1)(2\lambda ^{2}-5\lambda +2)}
astfel încât discriminantul modular este
{\displaystyle \Delta =g_{2}^{3}-27g_{3}^{2}=\lambda ^{2}(\lambda -1)^{2}}
Aici, λ este uneori numită funcția lambda modulară⁠(d) .
Se observă că teorema de uniformizare⁠(d) implică faptul că orice suprafață compactă Riemann de genul unu poate fi reprezentată ca un tor.
Acest lucru permite, de asemenea, o înțelegere ușoară a punctelor de torsiune⁠(d) pe o curbă eliptică: dacă rețeaua Λ este cuprinsă de perioadele fundamentale ω1 și ω2, atunci punctele de n-torsiune sunt (clase de echivalență ale) punctelor de forma
{\displaystyle {\frac {a}{n}}\omega _{1}+{\frac {b}{n}}\omega _{2}}
pentru a și b numere întregi cuprinse între 0 și n−1.
Dacă {\displaystyle E:y^{2}=4(x-e_{1})(x-e_{2})(x-e_{3})} este o curbă eliptică peste numerele complexe și {\displaystyle a_{0}={\sqrt {e_{1}-e_{3}}}}, {\displaystyle b_{0}={\sqrt {e_{1}-e_{2}}}} și {\displaystyle c_{0}={\sqrt {e_{2}-e_{3}}}}, apoi o pereche de perioade fundamentale ale lui {\displaystyle E} poate fi calculată foarte rapid prin {\displaystyle \omega _{1}=\pi /\operatorname {M} (a_{0},b_{0})} și {\displaystyle \omega _{2}=\pi /\operatorname {M} (c_{0},ib_{0})} Unde {\displaystyle \operatorname {M} (w,z)} este media aritmetic-geometrică⁠(d) a lui {\displaystyle w} și {\displaystyle z}. La fiecare pas al iterației medii aritmetic-geometrice, semnele lui {\displaystyle z_{n}} care rezultă din ambiguitatea iterațiilor geometrice medii sunt alese astfel încât {\displaystyle |w_{n}-z_{n}|\leq |w_{n}+z_{n}|} Unde cu {\displaystyle w_{n}} și {\displaystyle z_{n}} se notează iterațiile individuale ale mediei aritmetice și geometrice ale lui {\displaystyle w} și, respectiv, {\displaystyle z}. Când {\displaystyle |w_{n}-z_{n}|=|w_{n}+z_{n}|}, există o condiție suplimentară ca {\displaystyle \Im (z_{n}/w_{n})>0}.
Peste numerele complexe, fiecare curbă eliptică are nouă puncte de inflexiune. Fiecare dreaptă ce unește două dintre aceste puncte trece, de asemenea, printr-un al treilea punct de inflexiune; cele nouă puncte și cele 12 drepte formate în acest mod formează o realizare a configurației Hesse⁠(d).

## Curbele eliptice peste numerele raționale
O curbă E definită pe corpul numerelor raționale este definită la fel și peste cel al numerelor reale. Ca urmare, legea de compunere a punctelor cu coordonate reale prin intermediul metodei cu tangentă și secantă se poate aplica și la E. Formulele explicite arată că compunerea a două puncte P și Q cu coordonate raționale are tot coordonate raționale, deoarece dreapta care leagă P de Q are coeficienți raționali. Astfel, se arată că mulțimea punctelor raționale ale lui E formează un subgrup al grupului punctelor reale ale lui E. Acest grup este grup abelian, adică P + Q = Q + P.

### Structura punctelor raționale
Cel mai important rezultat este că toate punctele pot fi construite prin metoda tangentei și secantei începând de la un număr finit de puncte. Mai exact teorema Mordell–Weil⁠(d) afirmă că grupul E(ℚ) este grup abelian finit generat. Conform teoremei fundamentale a grupurilor abeliene finit generate⁠(d), este o sumă directă de cópii ale lui ℤ și a grupurilor ciclice finite.
Demonstrația acelei teoreme se bazează pe două ingrediente: în primul rând, se arată că pentru orice întreg m > 1, grupul factor E(ℚ)/mE(ℚ) este finit (teorema Mordell–Weil slabă). În al doilea rând, introduând o funcție înălțime⁠(d) h pe punctele raționale E(ℚ) definită prin expresia h(P0) = 0 și h(P) = log max(|p|, |q|) dacă P (diferit de punctul de la infinit P0) are ca abscisă numărul rațional x = p/q (cu p și q prime între ele). Această funcție h are proprietatea că h(mP) crește aproximativ ca pătratul lui m. Mai mult, există pe E doar un număr finit de puncte raționale cu înălțime mai mică decât orice constantă dată.
Demonstrația teoremei este, deci, o variantă a metodei coborârii infinite⁠(d) și se bazează pe aplicarea repetată a împărțirilor euclidiene pe E: fie P ∈ E(ℚ) un punct rațional pe curbă; scriind P ca suma 2P1 + Q1 unde Q1 este un reprezentant fixat al lui P din E(ℚ)/2E(ℚ), înălțimea lui P1 este circa 1/4 din cea a lui P (mai general, înlocuind 2 cu orice m > 1, și 1/4 cu 1/m2). Repetând cu P1, rezultă P1 = 2P2 + Q2, apoi P2 = 2P3 + Q3 etc. , în cele din urmă P este o combinație liniară integrală de puncte Qi și de puncte ale căror înălțimi sunt mărginite de o constantă fixă aleasă în prealabil: conform teoremei Mordell–Weil slabe și celei de a doua proprietăți a funcției înălțime, P este deci exprimat ca o combinație liniară integrală de un număr finit de puncte fixe.
Până acum, teorema nu este efectivă deoarece nu există o procedură generală cunoscută pentru a determina reprezentanții lui E(Q)/mE(Q).
Rangul⁠(d) lui E(ℚ), adică numărul de cópii ale lui ℤ în E(ℚ) sau, echivalent, numărul de puncte independente de ordin infinit, se numește rangul lui E. Conjectura Birch și Swinnerton-Dyer⁠(d) privește determinarea rangului. Se presupune că el poate fi arbitrar de mare, chiar dacă se cunosc numai exemple cu ranguri relativ mici. Curba eliptică cu cel mai mare rang cunoscut exact este
y2 + xy + y = x3 − x2 − 244537673336319601463803487168961769270757573821x + 961710182053183034546222979258806817743270682028
Ea are rangul 20, găsit de Noam Elkies⁠(d) și Zev Klagsbrun în 2020. Curbe de rang mai mare de 20 se știau din 1994, cu limite mai reduse ale rangurilor lor de la cel puțin 21 la cel puțin 28, dar rangurile lor exacte nu sunt actualmente cunoscute și nu s-a demonstrat care dintre ele are rang mai mare ca celelalte sau care este „campioana en-titre”.
În ce privește grupurile care alcătuiesc subgrupul de torsiune⁠(d) al lui E(ℚ), se știe că: grupul de torsiune al lui E(ℚ) este unul dintre următoarele 15 grupuri (teorema a⁠(d) dată de Barry Mazur⁠(d)): Z/NZ pentru N = 1, 2, ..., 10, sau 12, sau Z/2Z × Z/2NZ cu N = 1, 2, 3, 4. Se cunosc exemple pentru fiecare caz. Mai mult, curbele eliptice ale căror grupuri Mordell–Weil peste ℚ au aceleași grupuri de torsiune aparțin unei familii parametrizate.

### Conjectura Birch și Swinnerton-Dyer
Conjectura Birch și Swinnerton-Dyer (BSD) este una dintre problemele Mileniului enunțate de Clay Mathematics Institute. Conjectura se bazează pe obiecte analitice și aritmetice definite de curba eliptică în chestiune.
Pe partea analitică, un ingredient important este o funcție de variabilă complexă, L, funcția zeta Hasse–Weil de E peste ℚ. Această funcție este o variantă a funcției zeta Riemann și a L-funcțiilor Dirichlet. Este definită ca produs Euler, cu un factor pentru fiecare număr prim p.
Pentru o curbă E peste ℚ dată de o ecuație minimală
{\displaystyle y^{2}+a_{1}xy+a_{3}y=x^{3}+a_{2}x^{2}+a_{4}x+a_{6}}
cu coeficienții întregi {\displaystyle a_{i}}, reducerea coeficienților modulo p definește o curbă eliptică peste corpul finit Fp (cu excepția unui număr finit de numere prime p, unde curba redusă are o singularitate și deci nu mai este eliptică, caz în care se spune că E este de reducere rea la p).
Funcția zeta a unei curbe eliptice peste un corp finit Fp este, într-un anume sens, o funcție generatoare care asamblează informația despre numărul de puncte ale lui E cu valori în extinderea finită de corp Fpn a lui  Fp. Ea este dată de
{\displaystyle Z(E(\mathbf {F} _{p}))=\exp \left(\sum \#\left[E({\mathbf {F} }_{p^{n}})\right]{\frac {T^{n}}{n}}\right)}
Suma interioară a exponențialei se aseamănă cu dezvoltarea logaritmului și, de fapt, așa-numita funcție zeta este o funcție rațională:
{\displaystyle Z(E(\mathbf {F} _{p}))={\frac {1-a_{p}T+pT^{2}}{(1-T)(1-pT)}},}
unde termenul „urma lui Frobenius” {\displaystyle a_{p}} este definită ca minus diferența dintre numărul de puncte de pe curba eliptică {\displaystyle E} peste {\displaystyle \mathbb {F} _{p}} și numărul „așteptat” {\displaystyle p+1}, viz.:
{\displaystyle a_{p}=p+1-\#E(\mathbb {F} _{p}).}
Există două aspecte remarcabile la această cantitate. În primul rând, aceste {\displaystyle a_{p}} nu trebuie confundate cu {\displaystyle a_{i}} din definiția curbei {\displaystyle E} de mais us: este doar o notație nefericită care poate produce confuzii. În al doilea rând, se pot defini aceleași cantități și funcții peste un corp finit arbitrar de caracteristică {\displaystyle p}, cu {\displaystyle q=p^{n}} înlocuind {\displaystyle p}.
Funcția zeta Hasse–Weil a lui E peste ℚ se definește apoi adunând aceste informații, pentru toate numerele prime p. Ea este definită prin expresia
{\displaystyle L(E(\mathbf {Q} ),s)=\prod _{p}\left(1-a_{p}p^{-s}+\varepsilon (p)p^{1-2s}\right)^{-1}}
unde ε(p) = 1 dacă E are o reducere bună la p și 0 altfel (caz în care ap se definește altfel decât metoda de mai sus: vezi Silverman (1986)).
Produsul converge doar pentru Re(s) > 3/2. Conjectura lui Hasse afirmă că L-funcția admite o continuare analitică la întreg planul complex și satisface o ecuație funcțională care leagă, pentru orice s, L(E, s) de L(E, 2 − s). În 1999, s-a arătat că aceasta este o consecință a demonstrației conjecturii Shimura–Taniyama–Weil, care afirmă că orice curbă eliptică peste ℚ este o curbă modulară, ceea ce implică faptul că L-funcția este L-funcția unei forme modulare a căror continuare analitică este cunoscută. Se poate vorbi astfel despre valorile lui L(E, s) în orice număr complex s.
Conjectura Birch–Swinnerton-Dyer face legătura între aritmetica curbei și comportamentul L-funcției ei în s = 1. Ea afirmă că ordinul de dispariție al L-funcției în s = 1 este egală cu rangul lui E și prezice primul termen al seriei Laurent a lui L(E, s) în acel punct în funcție de câteva cantități legate de curba eliptică.
Ca și ipoteza Riemann, valoarea de adevăr a conjecturii BSD ar avea mai multe consecințe, inclusiv următoarele două:
- Un număr congruent este definit ca un întreg liber de pătrate impar n care este aria unui triunghi dreptunghic cu laturile raționale. Se știe că n este număr congruent dacă și numai dacă curba eliptică {\displaystyle y^{2}=x^{3}-n^{2}x} are un punct rațional de ordin infinit; presupunând BSD, aceasta este echivalentă cu faptul că L-funcția sa are un zero în s = 1. Tunnell a arătat un alt rezultat corelat: presupunând BSD, n este un număr congruent dacă și numai dacă numărul de triplete de numere întregi (x, y, z) care satisfac condiția {\displaystyle 2x^{2}+y^{2}+8z^{2}=n} să fie dublul numărului tripletelor care satisfac condiția {\displaystyle 2x^{2}+y^{2}+32z^{2}=n}. Interesul față de această afirmație rezidă în faptul că condiția este ușor de verificat.[9]
- Într-o altă direcție, anumite metode analitice permit o estimare a ordiniului lui zero în centrul fâșiei critice pentru anumite L-funcții. Presupunând BSD, aceste estimări corespund unor informații despre rangul familiilor curbelor eliptice corespunzătoare. De exemplu: presupunând ipoteza Riemann generalizată și BSD, rangul mediu al curbelor date de {\displaystyle y^{2}=x^{3}+ax+b} este mai mic ca 2.[10]

## Curbele eliptice peste un corp general
Curbele eliptice pot fi definite peste orice corp K; definiția formală a unei curbe eliptice este o curbă algebrică proiectivă nesingulară peste K de gen 1 și dotată cu un punct distinct definit peste K.
Dacă caracteristica lui K nu este nici 2, nici 3, atunci orice curbă eliptică peste K poate fi scrisă sub forma
{\displaystyle y^{2}=x^{3}-px-q}
după o schimbare liniară de variabilă. Aici p și q sunt elemente ale lui K astfel încât polinomul din dreapta x3 − px − q să nu aibă rădăcini duble. Dacă caracteristica este 2 sau 3, atunci trebuie păstrați mai mulți termeni: în caracteristica 3, ecuația cea mai generală este de forma
{\displaystyle y^{2}=4x^{3}+b_{2}x^{2}+2b_{4}x+b_{6}}
pentru b2, b4 și b6 constante arbitrare astfel încât polinomul din partea dreaptă are rădăcini distincte (notația este aleasă din motive istorice). În caracteristica 2, nici măcar acest lucru nu este posibil, iar cea mai generală ecuație este
{\displaystyle y^{2}+a_{1}xy+a_{3}y=x^{3}+a_{2}x^{2}+a_{4}x+a_{6}}
cu condiția ca varietatea pe care o definește să fie nesingulară. Dacă caracteristica nu ar fi o obstrucție, fiecare ecuație s-ar reduce la cele anterioare printr-o schimbare liniară adecvată de variabile.
De obicei, curba este mulțimea tuturor punctelor (x, y) care satisfac ecuația de mai sus și astfel încât atât x cât și y sunt elemente ale închiderii algebrice a lui K. Punctele curbei ale căror coordonate aparțin ambele lui K se numesc puncte K-raționale.

### Teorema de modularitate și aplicațiile ei la Ultima Teoremă a lui Fermat
Teorema de modularitate, denumită mai demult conjectura Taniyama–Shimura–Weil, afirmă că orice curbă eliptică E peste ℚ este o curbă modulară, adică funcția ei zeta Hasse–Weil este L-funcție de o formă modulară de pondere 2 și nivel N, unde N este conductor al lui E (un întreg divizibil cu aceleași numere prime ca discriminantul lui E, Δ(E)). Cu alte cuvinte, dacă se scrie L-funcția pentru Re(s) > 3/2 sub forma
{\displaystyle L(E(\mathbf {Q} ),s)=\sum _{n>0}a(n)n^{-s},}
atunci expresia
{\displaystyle \sum a(n)q^{n},\qquad q=e^{2\pi iz}}
definește o formă nouă parabolică modulară de pondere 2 și nivel N. Pentru numerele prime ℓ care nu sunt divizibile cu N, coeficientul a(ℓ) este egal cu ℓ minus numărul de soluții al ecuației minimale a curbei modulo ℓ.
De exemplu, curba eliptică {\displaystyle y^{2}-y=x^{3}-x}, cu discriminant (și conductor) 37, este asociată formei
{\displaystyle f(z)=q-2q^{2}-3q^{3}+2q^{4}-2q^{5}+6q^{6}+\cdots ,\qquad q=e^{2\pi iz}}
Pentru numere prime ℓ diferite de 37, se poate verifica proprietatea despre coeficienți. Astfel, pentru {{{1}}}, există 6 soluții la ecuația modulo 3: (0, 0), (0, 1), (2, 0), (1, 0), (1, 1), (2, 1); așa că a(3) = 3 − 6 = −3.
Conjectura, care datează din anii 1950, a fost complet demonstrată până în 1999 folosind idei ale lui Andrew Wiles, care a demonstrat-o în 1994 pentru o mare familie de curbe eliptice.
Există mai multe formulări ale conjecturii. Demonstrarea faptului că sunt echivalente a fost o mare provocare a teoriei numerelor în a doua jumătate a secolului al XX-lea. Modularitatea curbei eliptice E de conductor N poate fi exprimată și prin a afirma că nu există o aplicație rațională neconstantă definită peste ℚ, de la curba modulară X0(N) la E. În particular, punctele lui E pot fi parametrizate de funcții modulare.
De exemplu, o parametrizare modulară a curbei {\displaystyle y^{2}-y=x^{3}-x} este dată de
{\displaystyle {\begin{aligned}x(z)&=q^{-2}+2q^{-1}+5+9q+18q^{2}+29q^{3}+51q^{4}+\cdots \\y(z)&=q^{-3}+3q^{-2}+9q^{-1}+21+46q+92q^{2}+180q^{3}+\cdots \end{aligned}}}
unde, ca mai sus, {{{1}}}. Funcțiile x(z) și y(z) sunt modulare de pondere 0 și nivel 37; cu alte cuvinte, ele sunt meromorfe, definite pe semiplanul superior Im(z) > 0 și satisfac
{\displaystyle x\!\left({\frac {az+b}{cz+d}}\right)=x(z)}
și asemenea pentru y(z), pentru toți întregii a, b, c, d cu ad − bc = 1 și 37|c.
O altă formulare depinde de comparația reprezentărilor Galois atașate pe de o parte curbelor eliptice, și pe de altă parte formelor modulare. Această din urmă formulare a fost utilizată în demonstrația conjecturii. Tratarea nivelului formelor (și a legăturii lor cu conductorul curbei) este deosebit de delicată.
Cea mai spectaculoasă aplicație a conjecturii este demonstrația marii teoreme a lui Fermat (UTF). Se presupune că pentru un număr prim p ≥ 5, ecuația Fermat
{\displaystyle a^{p}+b^{p}=c^{p}}
are o soluție cu întregi nenuli, deci un contraexemplu pentru UTF. Atunci, după cum Yves Hellegouarch a fost primul care a remarcat, curba eliptică
{\displaystyle y^{2}=x(x-a^{p})(x+b^{p})}
de discriminant
{\displaystyle \Delta ={\frac {1}{256}}(abc)^{2p}}
nu poate fi modulară. Astfel, demonstrația conjecturii Taniyama–Shimura–Weil pentru această familie de curbe eliptice (denumite curbele Hellegouarch–Frey) implies UTF. Demonstrația între legătura acestor două propoziții, bazată pe o idee a lui Gerhard Frey (1985), este dificilă și tehnică. Ea a fost realizată de Kenneth Ribet în 1987.

### Puncte întregi
Această secțiune se ocupă de punctele P = (x, y) de pe E astfel încât x este întreg. Următoarea teoremă i se datorează lui C. L. Siegel: mulțimea punctelor P = (x, y) din E(ℚ) astfel încât x să fie întreg este finită. Această teoremă poate fi generalizată la punctele a căror abscisă are un numitor divizibil doar cu o mulțime finită fixată de numere prime.
Teorema se poate formula efectiv. De exemplu, dacă ecuația Weierstrass a lui E are coeficienți întregi mărginiți de o constantă H, coordonatele (x, y) ale unui punct al lui E cu x și y întregi satisfac condiția:
{\displaystyle \max(|x|,|y|)<\exp \left(\left[10^{6}H\right]^{{10}^{6}}\right)}
De exemplu, ecuația y2 = x3 + 17 are opt soluții întregi cu y > 0 :
(x, y) = (−1, 4), (−2, 3), (2, 5), (4, 9), (8, 23), (43, 282), (52, 375), (5234, 378661).
Ca alt exemplu, ecuația lui Ljunggren, o curbă a cărei formă Weierstrass este y2 = x3 − 2x, are doar patru soluții cu y ≥ 0 :
(x, y) = (0, 0), (−1, 1), (2, 2), (338, 6214).

### Generalizarea la corpuri de numere
Multe din rezultatele anterioare rămân valide când corpul de definiție a lui E este un corp de numere K, adică o extindere de corp finită a lui ℚ. În particular, grupul E(K) de puncte K-raționale de pe o curbă eliptică E definită peste K este finit generat, ceea ce generalizează teorema Mordell–Weil de mai sus. O teoremă a lui Loïc Merel arată că pentru un întreg dat d, există (până la izomorfism) doar un număr finit de grupuri care pot apărea ca grupuri de torsiune ale lui E(K) pentru o curbă eliptică definită peste corpul de numere K de grad d. Mai exact, există un număr B(d) astfel încât pentru orice curbă eliptică E definită peste un corp de numere K de grad d, orice punct de torsiune al lui E(K) este de ordin mai mic ca B(d). Teorema este efectivă: pentru d > 1, dacă un punct de torsiune este de ordin p, cu p prim, atunci
{\displaystyle p<d^{3d^{2}}}
În ce privește punctele întregi, teorema lui Siegel se generalizează la următoarea propoziție: Fie E o curbă eliptică definită peste un corp de numere K, x și y coordonatele Weierstrass. Atunci există un număr finit de puncte ale lui E(K) ale căror abscise se află în inelul de întregi OK.
Proprietățile funcției zeta Hasse–Weil și conjectura Birch și Swinnerton-Dyer pot fi și ele extinse la această situație mai generală.

## Izogenie
Fie E și D curbe eliptice peste un corp K. O izogenie între E și D este un morfism finit⁠(d) f : E→ D de varietăți⁠(d) care conservă punctele de bază (cu alte cuvinte, mapează punctul dat de pe E la cel de pe D).
Cele două curbe sunt numite izogene dacă există o izogenie între ele. Aceasta este o relație de echivalență, simetria fiind datorată existenței izogeniei duale⁠(d). Orice izogenie este un omomorfism algebric și astfel induce omomorfisme ale grupurilor curbelor eliptice pentru K-valuate.

## Curbe eliptice peste corpuri finite

Mulțime de puncte afine ale curbei eliptice y^{2} = x^{3} − x peste corpul finit F_{61}.

Fie K = Fq corpul finit cu q elemente și E o curbă eliptică definită peste K. Numărul precis de puncte raționale ale unei curbe eliptice⁠(d) E peste K este în general destul de dificil de calculat, dar teorema lui Hasse despre curbele eliptice oferă, inclusiv pentru punctul de la infinit, următoarea estimare:
{\displaystyle |\#E(K)-(q+1)|\leq 2{\sqrt {q}}}
Cu alte cuvinte, numărul de puncte ale curbei crește aproximativ ca numărul de elemente din corp. Acest fapt poate fi înțeles și demonstrat cu ajutorul unei teorii generale.

Mulțime de puncte afine ale curbei eliptice y^{2} = x^{3} − x peste corpul finit F_{89}.

Mulțimea punctelor E(Fq) este un grup abelian finit. El este întotdeauna ciclic sau produsul a două grupuri ciclice. De exemplu, curba definită de
{\displaystyle y^{2}=x^{3}-x}
peste F71 are 72 de puncte (71 de puncte afine, inclusiv (0,0) și un punct la infinit) peste acest câmp, a cărui structură de grup este dată de Z/2Z × Z/36Z. Numărul de puncte pe o curbă specifică poate fi calculat cu algoritmul lui Schoof.
Studiul curbei peste extinderile de corp ale lui Fq este facilitat de introducerea funcției zeta locale a lui E peste Fq, definită de o serie generatoare:
{\displaystyle Z(E(K),T)\equiv \exp \left(\sum _{n=1}^{\infty }\#\left[E(K_{n})\right]{T^{n} \over n}\right)}
unde corpul Kn este extinderea (unică până la izomorfism) a lui K = Fq de grad n (adică Fqn). Funcția zeta este o funcție rațională în T. Există un număr întreg a, astfel încât
{\displaystyle Z(E(K),T)={\frac {1-aT+qT^{2}}{(1-qT)(1-T)}}}
În plus,
{\displaystyle {\begin{aligned}Z\left(E(K),{\frac {1}{qT}}\right)&=Z(E(K),T)\\\left(1-aT+qT^{2}\right)&=(1-\alpha T)(1-\beta T)\end{aligned}}}
cu numere complexe α, β de valoare absolută {\displaystyle {\sqrt {q}}} . Acest rezultat este un caz special al conjecturilor Weil. De exemplu, funcția zeta a lui E : y2 + y = x3 peste corpul F2 este dată de
{\displaystyle {\frac {1+2T^{2}}{(1-T)(1-2T)}}}
aceasta rezultă din:
{\displaystyle \left|E(\mathbf {F} _{2^{r}})\right|={\begin{cases}2^{r}+1&r{\text{ impar}}\\2^{r}+1-2(-2)^{\frac {r}{2}}&r{\text{ par}}\end{cases}}}
Conjectura Sato-Tate⁠(d) este o afirmație despre modul în care termenul de eroare {\displaystyle 2{\sqrt {q}}} din teorema lui Hasse variază de la un număr prim q la altul, dacă o curbă eliptică E peste Q este redusă modulo q. A fost demonstrată (pentru aproape toate aceste curbe) în 2006, datorită rezultatelor lui Taylor, Harris și Shepherd-Barron, și afirmă că termenii de eroare sunt echidistribuiți.

Mulțimea punctelor afine ale curbei eliptice y^{2} = x^{3} −x peste corpul finit F_{71}.

Curbele eliptice peste corpurile finite au aplicații în special în criptografie și pentru factorizarea numerelor întregi mari. Acești algoritmi folosesc adesea structura de grup pe punctele lui E. Algoritmii care se aplică grupurilor generale, de exemplu grupul de elemente inversabile în corpuri finite, F*q, pot fi astfel aplicate grupului de puncte de pe o curbă eliptică. De exemplu, logaritmul discret este un astfel de algoritm. Interesul în aceasta este că alegerea unei curbe eliptice permite mai multă flexibilitate decât alegerea lui q (și, astfel, a grupului de unități din Fq). De asemenea, structura de grup a curbelor eliptice este în general mai complicată.

## Algoritmi care utilizează curbe eliptice
Curbele eliptice peste corpuri finite sunt utilizate în unele aplicații criptografice, precum și pentru factorizarea numerelor întregi. De obicei, ideea generală din aceste aplicații este că un algoritm cunoscut care folosește anumite grupuri finite este rescris pentru a utiliza grupurile de puncte raționale ale curbelor eliptice.